# Wydział Architektury Politechniki Białostockiej
Wydział Architektury Politechniki Białostockiej – jeden z sześciu wydziałów Politechniki Białostockiej.

## Historia
W 1974 z inicjatywy trzech architektów: Heleny Sawczuk-Nowary, Idzi Łukaszewicz i Mariana Truszkowskiego, utworzono w Politechnice Białostockiej Studium Architektoniczne, które wraz z Instytutem Budownictwa Lądowego Politechniki Białostockiej i Wydziałem Architektury Politechniki Warszawskiej prowadziło tzw. studia łączone.
18 września 1975 zarządzeniem Ministra Nauki i Szkolnictwa Wyższego powołano Instytut Architektury Politechniki Białostockiej, na prawach wydziału. Pierwszym dyrektorem Instytutu był dr inż. arch. Zbigniew Piniński. 
Pierwszą siedzibą Wydziału Architektury był Pałacyk Gościnny Branickich.
W 1989 Instytut Architektury przekształcono w Wydział Architektury Politechniki Białostockiej. Do kolejnej lokalizacji należał budynek mieszczący się przy ul. Krakowskiej w Białymstoku. Obecna lokalizacja Wydziału Architektury posiada ciekawą historię. Miała tam powstać fabryka włókiennicza, jednak po wojnie obiekt przekazano Wieczorowej Szkole Inżynierskiej. Do 1975 roku mieściły się tam władze uczelni, a w budynku obok, przy ul. Żółtej 13 znajdowały się magazyny Biblioteki oraz Wypożyczalnia. W 2002 roku budynek opuścił Wydział Elektryczny, a od 2003 roku znajduje się tam Wydział Architektury, który dzięki bogatej historii obiektu wyposażony jest w dużej powierzchni halę. Jako jedyny w Polsce wydział architektury posiada tak okazałą przestrzeń wydarzeniowo-ekspozycyjną.

## Położenie
Wydział Architektury jest jednym z dwóch wydziałów Politechniki Białostockiej, które umiejscowione są poza kampusem uczelni przy ulicy Wiejskiej. Wydział Architektury mieści się przy ulicy Oskara Sosnowskiego 11.

## Kierunki studiów
Wydział prowadzi kształcenie na trzech kierunkach:
- Architektura
- Architektura wnętrz
- Grafika

## Władze Wydziału w kadencji 2024–2028[6]
- Dziekan: dr hab. inż. arch. Tatiana Misijuk, prof. PB
- Prodziekan ds. Studenckich i Kształcenia: dr Magdalena Toczydłowska
- Prodziekan ds. Rozwoju i Współpracy: dr inż. arch. Adam Jakimowicz
- Dyrektor Instytutu Architektury i Urbanistyki: dr hab. inż. arch. Bartosz Czarnecki, prof. PB
- Dyrektor Instytutu Sztuki: prof. dr hab. Jarosław Perszko

## Poczet dziekanów (lista niepełna)
- Aleksander Asanowicz (2016-2023)
- Zdzisław Pelczarski (2012-2016)
- Grażyna Dąbrowska-Milewska (2006-2012)
- Andrzej Basista (2002-2006)
- Jerzy Maria Ullman[7] (1993-1996, 1999-2002)
- Witold Czarnecki (1987-1990, 1996-1999)

## Struktura organizacyjna[8]
Instytut Architektury i Urbanistyki:
- Katedra Projektowania Architektonicznego i Historii Architektury
- Katedra Architektury Mieszkaniowej i Urbanistyki
- Katedra Architektury Kultur Lokalnych

Instytut Sztuki:
- Katedra Sztuk Projektowych
- Katedra Grafiki